# Juan de Montiel
Juan de Montiel (¿?, ¿? - Córdoba, 1651) fue un compositor y maestro de capilla español.

## Vida
Se desconoce tanto el origen como la formación del maestro Montiel. Debió tener alguna relación con Écija, ya que en octubre de 1633 se desplazaba a la ciudad para traerse a una hermana y parece que había residido allí anteriormente.
Las primeras noticias que se tienen de él son de su magisterio en la Catedral de Coria. Sucedió a Marco Antonio Perianes en el cargo en 1614. Permaneció en Coria cuatro años, hasta 1618, siendo sucedido por Basilio Sedeño.
Fue nombrado maestro de capilla de la Catedral de Córdoba el 20 de agosto de 1618, en sucesión de Juan de Riscos. Fue nombrado para el cargo casi simultáneamente con Nuño González de Acevedo, que ocupó el cargo de 1618 a 1621. A pesar de que ambos maestros ocuparan el cargo simultáneamente, la vacante de Riscos fue entregada a Montiel, al igual que su salario de 60 750 maravedís y tres cahíces de trigo.
Tras la marcha de González de Acevedo, se contrató a Gabriel Díaz, para simultanear el trabajo con Montiel. Montiel y Díaz establecieron un amplio acuerdo el 16 de noviembre de 1621 sobre las responsabilidades de cada uno.
Montiel tuvo problemas por la desaparición de algunos libros de música. En 1738 se realizó un recuento de los libros y al compararlo con el inventario de 1629 se observó que faltaban una cantidad considerable. Se exigió al maestro Montiel la entrega, pero este respondió que el archivo era responsabilidad de Gabriel Díaz y que este no le había entregado más que los libros presentes. El Obrero Mayor no aceptó la explicación y exigió que se responsabilizase de los libros faltantes.
También tuvo grandes problemas con el cabildo por «ser notorias sus malas costumbres». Las reprensiones por su conducta desordenada están documentadas en las actas capitulares el 5 de julio de 1634, el 27 de agosto de 1641 y el 4 de mayo de 1648. De hecho en las actas de 1641 se ordena que se le recluya en el hospital de San Sebastián, se le ponga un administrador de las rentas. El control era completo, ya que se especificaba que un clérigo le acompañase desde el hospital a la Catedral y que se le sacase a pasear un rato por las tardes antes de anochecer. En 1648 se le redujo el salario y se le ordenó comer en el hospital. Además se decidió que no sirviera en el coro, «por causas justas», pero que se le diera presencia como si estuviese enfermo. A 9 de julio todavía se encontraba en el hospital.
Fallecía en Córdoba tres años después, el 1651.

## Obra
Se documentan el estreno de unas Completas el 4 de marzo de 1622, por lo que se sabe que el maestro Montiel compuso obras para su uso en la Catedral. Sin embargo, no se ha conservado ninguna obra suya. Mariano Soriano Fuentes mencionaba a un «Montiel» en su Historia de la música española, posiblemente Juan de Montiel, que cuenta entre los compositores que «adquirieron gran fama, y han inmortalizado sus nombres en algunas de las obras, que á pesar de nuestra incuria y desidia, se conservan en varios archivos de las catedrales de España [...]»